# Málkov (Chomutov)
Málkov es una localidad del distrito de Chomutov en la región de Ústí nad Labem, República Checa. 
Se encuentra ubicada al noroeste de la región, en la ladera sur de los montes Metálicos, cerca del río Ohře —un afluente izquierdo del río Elba—, de la región de Karlovy Vary y del estado alemán de Sajonia.

## Demografía
Según el censo de 2001, contaba con una población de 497 habitantes. Para el censo de 2011, este número ascendió a 664. En el último censo de 2021, los residentes eran 928, de los cuales 473 eran hombres y 455 mujeres.